# Zoica bolubolu
Zoica bolubolu är en spindelart som beskrevs av Pekka T. Lehtinen och Heikki Hippa 1979. Zoica bolubolu ingår i släktet Zoica och familjen vargspindlar. Inga underarter finns listade i Catalogue of Life.